# Unió Oceànica
Unió Oceànica fou un partit polític de Nova Caledònia fundat el 1989 per Kalepo Muliava, qui havia estat condeixeble de Jean-Marie Tjibaou al seminari Uvea mo Futuna i fou candidat lleialista a les eleccions municipals de 1983, en les que va obtenir 464 vots (2,4%) a Nouméa i a les eleccions territorials de Nova Caledònia de 1984 va obtenir 566 vots (1,4%).
Tot i ser antiindependentista, es distancià del RPCR i proclamà el parentiu entre polinesis i canacs. A les eleccions provincials de Nova Caledònia de 1989 va rebre 2.429 vots (6,1%) i dos escons al Congrés de Nova Caledònia i a la Província del Sud. El seu cap, però, va morir d'un càncer l'agost de 1989 i l'abril de 1992 es va dividir en dues fraccions, que a les eleccions legislatives franceses de 1993 es van presentar amb el mateix nom i van captar el 4,2% dels vots. La fracció proindependentista, dirigida per Aloisio Sako, va adoptar el 1994 el nom de Reagrupament Democràtic Oceànic (RDO) i es va unir el 1998 a la Unió Nacional per la Independència dins el FLNKS. L'altra fracció es va dissoldre el 1995.
Mikaele Hema ha intentat ressuscitar el partit de cara a les eleccions provincials de Nova Caledònia de 2004 i es pronuncià públicament a favor del cens ètnic, rebutjat per Jacques Chirac. Va aconseguir 749 vots (1,37%) a la Província del Sud.